# Oshikango
Oshikango is een voormalig dorp in het noorden van Namibië, sinds 2004 is het een deel van de stad Helao Nafidi.
De grenspost met Angola wordt nog steeds Oshikango genoemd. In het begin van de 21e eeuw is de plaats in 10 jaar tijd uitgegroeid van een aantal krotten rond een marktplein tot een plaats met 5000 tot 8000 inwoners.

## Geschiedenis
Het gebied rond Oshikango werd tussen 1966 en 1989 getroffen door de Zuid-Afrikaanse grensoorlog tussen Zuid-Afrika en de UNITA enerzijds en Angola den de SWAPO anderzijds. De oorlog eindigde nadat Zuid-Afrika akkoord ging met de onafhankelijkheid van Namibië. In 1996 kreeg Oshikango de status van dorp.

## Economie
Toen de plaats een grenspost was geworden, ontstonden meer mogelijkheden voor bedrijvigheid. Met hulp van de Europese Unie werd een vrijhandelszone ingericht met een aantal opslagplaatsen. In het nabijgelegen dorp Omafo, tegenwoordig ook een wijk van Helao Nafidi, wordt een jaarlijkse handelsbeurs gehouden.
In Oshikango zijn enkele productiebedrijven gehuisvest, bijvoorbeeld Fatima Plastic, dat voor het plaatselijke ziekenhuis de kosten voor het bouwen van een brug na een overstroming voor zijn rekening nam. Voorts Chicco, een groothandel in bouwmaterialen, Pick n Pay en Fysal Fresh Produce.
Oshikango wordt beschouwd als een zakelijk knooppunt in het noorden van Namibië. Investeerders kozen voor Oshikango als springplank voor exporten naar Angola. Daarbij waren veel buitenlandse ondernemers, vooral uit Angola en China. De plaatselijke Oshikango Business Association, in samenwerking met de plaatselijke overheid en de Namibische Kamer van Koophandel, houdt zich bezig met alle zakelijke kwesties in het gebied.
Veel dorpsbewoners leven echter nog van de landbouw en kunnen daarbij last hebben van periodieke droogtes.

### Teruggang
Vanaf 2012 is echter een teruggang in de bedrijvigheid waarneembaar en hebben een aantal inwoners en bedrijven de plaats verlaten.
Sinds september 2014 is de Angolese kwanza – naast de Namibische dollar – wettig betaalmiddel geworden. Hiermee hoopt de Namibische regering de grenshandel weer te stimuleren.

### Transport
In 2005 begon het tweede deel van de aanleg van de noordelijke spoorweg tussen Oshikango en Oshivelo. Midden 2006 werd Ondangwa bereikt. Er kwam een wekelijkse treindienst, die echter regelmatig werd gehinderd door haperende locomotieven. In 2008 werd voorgesteld om een kleine verlenging tot over de grens te maken als een bypass voor de drukke grenspost.